# Euvola raveneli
Euvola raveneli är en musselart som först beskrevs av Dall 1898.  Euvola raveneli ingår i släktet Euvola och familjen kammusslor. Inga underarter finns listade i Catalogue of Life.